# Utricularia malabarica
Utricularia malabarica este o specie de plante carnivore din genul Utricularia, familia Lentibulariaceae, ordinul Lamiales, descrisă de M.K. Janarthanam și Amp; A.N. Henry. Conform Catalogue of Life specia Utricularia malabarica nu are subspecii cunoscute.